# Airsoft replike
Airsoft replike so replike orožja ali posebni tipi zračnih pušk, ki se uporabljajo v airsoftu. Replike izstreljujejo kroglice premera 6mm, iz različnih materialov. Najpogosteje je to plastika ali biorazgradljivi materijali. Pogon izstrelkov (kroglic) je največkrat narejen na osnovi:
- komprimiranega plina
- vzmetnega bata
- kombinacija vzmetnega in električnega bata

Odvisno od pogonskega mehanizma replike, se lahko airsoft replika poganjana repetirno ali pa avtomatsko. Avtomatski mehanizem lahko deluje na osnovi komprimiranega plina (Green gas (mešanica propana, silikona in ostalih dodatkov) ali CO2) ali pa na osnovi komprimiranega zraka (preko vzmeti in bata, ki ga poganja električni motor)
Airsoft replike so zasnovane kot nesmrtonosne, vendar s poudarkom na realizmu.

## Proizvajalci
Trenutno so največji proizvajalci airsoft replik in opreme na svetu: 6mm Proshop, AGM, ARES, ASG, A&K, APS, Army Armament, ATS, Bolt, Both Elephant, Classic Army, C-TAC, CYMA, Cybergun, D-Boys, DeepFire, Double Eagle, DYTAC, Echo 1, EMG, T.I.E.R., G&G Armament, G&P, GHK, HFC, ICS, Jing Gong, Jing Peng, Galaxy, King Arms, KJ Works, KWA (which is OEM for KSC), KWC, Lancer Tactical, Lonex, Lucid, Mad Bull Airsoft, LCT, Marushin, Maruzen, Magpul PTS, Matrix, Modify, Pro Arms, RWA, Silesia Factory, SRC, Systema Engineering, Team SD, Tokyo Marui, Umarex(elite force), VFC, WE Tech, Wei-E Tech, Well, Western Arms, Crosman, Krytac, and WinGun.[2][3]
Družbe, kot recimo Aftermath, Crosman, Echo 1, in UTG, samo spremenijo blagovno znamko in distributirajo replike in opremo. Dostikrat v državah in z drugimi dodatki, kjer drugi proizvajalci nimajo urejene svoje distribucijske mreže.
Veliko najbolj prodajanih airsoft replik so podrobne replike pravega orožja, ki se proizvajajo in načrtujejo v družbah, ki imajo sedeže v azijskih državah kot so: japonska, tajvan, južna koreja, Hongkong in kitajska. Obstajajo pa tudi znamke iz evrope in severne amerike. Poleg airsoft replik in opreme lahko te družbe proizvajajo tudi druge artikle kot so kroglice, airsoft granate in mine (primer sta družbi Airsoft Innovations in S-Thunder), pa tudi rezervne dele in veliko različnih dodatkov za replike, kot so daljnogledi, montaže in dušilci.
Uporaba Systema Professional Training Weapon System M4A1 MAX Vojaki 187-tega artilerijskega bataljona se pripravljajo za čiščenje prostorov med treningom urbanega bojevanja na vadbišču bataljona. Vojaki so bili oboroženi z airsoft replikami kot del poizkusnega programa leta 2009.